# Tsunada Taishi
Taishi Tsunada (sinh ngày 5 tháng 4 năm 1984) là một cầu thủ bóng đá người Nhật Bản.

## Sự nghiệp câu lạc bộ
Taishi Tsunada đã từng chơi cho Kamatamare Sanuki.